# Rober Breson
Rober Breson (fr. Robert Bresson; Bromon Lamot, 25. septembar 1901 — Pariz, 18. decembar 1999) je bio francuski reditelj, poznat po svom spiritualnom i asketskom stilu. Njegova najznačanije literarno delo su „Beleške o kinematografu“.

## Biografija
Malo se zna o njegovom detinjstvu i godine rođenja, variraju između 1901. godine i 1907. godine u zavisnosti od izvora. Pohađao je u Parizu gimnaziju „Lakanal So“, da bi nakon završetka postao slikar.
Rođen u centralnom delu Pariza, gde se i školovao, Bresonova želja je bila da postane slikar. U njegovoj mladosti tri uticaja su imala ulogu u formi njegovih filmova - rimokatoličanstvo, slikarstvo i ratno zarobljeništvo.
U početku kao slikar i fotograf, Breson je napravio svoj prvi kratki film, „Les affaires publiques (Public Affairs)“ 1934. godine. Za vreme Drugog svetskog rata, proveo je godinu dana u zarobljeništvu, „Un condamné à mort s'est échappé ou Le vent souffle où il veut (A Man Escaped)“.
U svojoj pedesetogišnjoj karijeri, Breson je napravio samo 13 dugometražnih filmova. Zbog njegovog podrobnog pristupu pravljenju filmova i njegovoj nekomercijalnoj preokupaciji. Teškoće nalaženja fondova je takođe bilo od velikog uticaja.

## Stil i teme
Bresonov rani umetnički fokus se ogledao u tome da razdvoji jezik filma od pozorišta, što je često uticalo na glumčev nastup. Sa njegovim tehnikama "glumac-model", Bresonovi glumci su morali da ponavljaju viće kadrova svake scene sve dok se svaka sličnost sa pozorišnim izvođenjem neutrališe, ostavljaući pritom efekat koji je ujedno istančan i neizvežban, i onaj koji se može naći na filmu.
Neki veruju se u temama većine Bresonovih filmava oseti uticaj rimo-katoličkog odgoja Bresona i njegovih verovanja.
Neprestano ponavljanje tema pod ovom interpretacijom podrazumeva, spasenje, iskupljnje, otkrivanjem i spoznavanjem ljudske duše itranscedentalna metafizika ograničavajućeg i materijalnog sveta.
Primer je njegov film iz 1956. godine "A Man Escaped", gde naočigled veoma jednostvan plan bekstva ratnog zarobljenika se može protumačiti kao metafora za misteriozan proces spasenja.
Bresonovi filmovi se takođe mogu tumačiti kao kritika francuskog društva i sveta,

## Dugometražni filmovi
Snimio je 13 dugometražnih filmova.
- Dnevnik seoskog sveštenika (1951)
- Džeparoš (1959)
- Baltazar (1966)
- Mušet (1967)
- Četiri noći jednog sanjara (1971)
- Lanselot od Jezera (1974)
- Verovatno, đavo (1977)
- Novac (1983)